# Krumodde
En krumodde er en odde der ofte dannes på lavt vand ved kysterne. En krumodde danner en bue, og har en vindside hvor bølger og vind fører sand og grus op på kysten, og en læside, der danner en vig med stille vand, som undertiden kan danne en lagune eller strandsø, hvis buen når helt rundt. Undertiden dannes med tiden flere krumodder efter hinanden, og flere halvøer består af flere tidligere krumodder der er vokset sammen.